# Gare de Krabbendijke
La gare de Krabbendijke (en néerlandais station Krabbendijke) est une gare néerlandaise située à Krabbendijke, dans la province de la Zélande.
Elle est située sur la ligne Rosendael - Flessingue, desservant la péninsule zélandaise formée par Zuid-Beveland et Walcheren. La gare dessert le village de Krabbendijk, et est située au nord du village.
Les trains s'arrêtant à la gare de Krabbendijke font partie du service assuré par les Nederlandse Spoorwegen reliant Flessingue à Rosendaël.